# تاتسوهیسا سوزوکی
تاتسوهیسا سوزوکی (انگلیسی: Tatsuhisa Suzuki؛ زادهٔ ۱۱ نوامبر ۱۹۸۳) صداپیشگی در ژاپن، بازیگر، و خواننده اهل ژاپن است. وی از سال ۲۰۰۳ میلادی تاکنون مشغول فعالیت بوده‌است.